# فلیکس ۱۶۶۴
سیارک ۱۶۶۴ (به انگلیسی: 1664 Felix، نامگذاری:1929CD) هزار و ششصد و شصت و چهارمین سیارک کشف شده‌است که در ۴ فوریه ۱۹۲۹ کشف شد.
قدر مطلق سیارک برابر ۱۲٫۱۰ است.